# ريمي هاملتون
ريمي مارتن هاملتون (بالإنجليزية: Remy Hamilton)‏ مواليد 30 أغسطس 1974 في نيوجيرسي، الولايات المتحدة، هو لاعب كرة قدم أمريكي سابق كان يلعب كالدوري الوطني لكرة القدم الأمريكية (NFL) وكذلك في دوري أرينا لكرة القدم (AFL).

## روابط خارجية
- ريمي هاملتون على موقع مرجع كرة القدم المحترفة.كوم (الإنجليزية)